# Hildebrand Gurlitt
Hildebrand Gurlitt (* 15. September 1895 in Dresden; † 9. November 1956 in Oberhausen) war ein deutscher Kunsthistoriker und Kunsthändler. Er war von 1925 bis 1930 Leiter des König-Albert-Museums in Zwickau und von 1931 bis 1933 Leiter des Kunstvereins in Hamburg. Während der Zeit des Nationalsozialismus arbeitete er als Kunsthändler. Dabei war er einerseits damit beauftragt, die aus deutschen Museen beschlagnahmte sogenannte „Entartete Kunst“ (diffamierte moderne und avantgardistische Kunst) ins Ausland zu verkaufen. Zum anderen war Gurlitt nach Beginn des Zweiten Weltkriegs als einer der Haupteinkäufer für das Hitlermuseum in Linz am nationalsozialistischen Kunstraub vorwiegend in Frankreich beteiligt. Ab 1948 war er Leiter des Kunstvereins für die Rheinlande und Westfalen.

## Leben

### Familie
Hildebrand Gurlitt stammte aus Dresden. Sein Vater war der Kunsthistoriker Cornelius Gurlitt, sein Großvater der Landschaftsmaler Louis Gurlitt. Seine Großmutter Elisabeth Gurlitt (geborene Lewald) war eine Schwester der Schriftstellerin Fanny Lewald, sie kam aus einer jüdischen Familie. Sein Bruder war der Musikwissenschaftler Wilibald Gurlitt, Cousins von Hildebrand Gurlitt waren der Kunsthändler Wolfgang Gurlitt und der Komponist Manfred Gurlitt.
Hildebrand Gurlitt heiratete 1923 die Tänzerin Helene („Lena“) Hanke (1895–1968), von ihren Mitschülerinnen wie Yvonne Georgi „Bambula“ genannt, eine der ersten Schülerinnen von Mary Wigman. Mit ihr hatte er den Sohn Cornelius (1932–2014) und eine Tochter Nicoline Benita Renate (1935–2012).

### Militärzeit und Ausbildung
Gurlitt war von 1914 bis 1918 Offizier im Deutschen Heer. Beim Einsatz im Ersten Weltkrieg wurde er dreimal verwundet. Anschließend studierte er Kunstgeschichte, zunächst an der TH Dresden, ab 1919 an der Humboldt-Universität zu Berlin und dann am Kunstgeschichtlichen Institut der Johann-Wolfgang-Goethe-Universität Frankfurt am Main. Dort wurde er 1924 mit einer Dissertation über die Baugeschichte der Katharinenkirche in Oppenheim bei Rudolf Kautzsch zum Dr. phil. promoviert.

### Museumsdirektion – Einsatz für avantgardistische Kunst

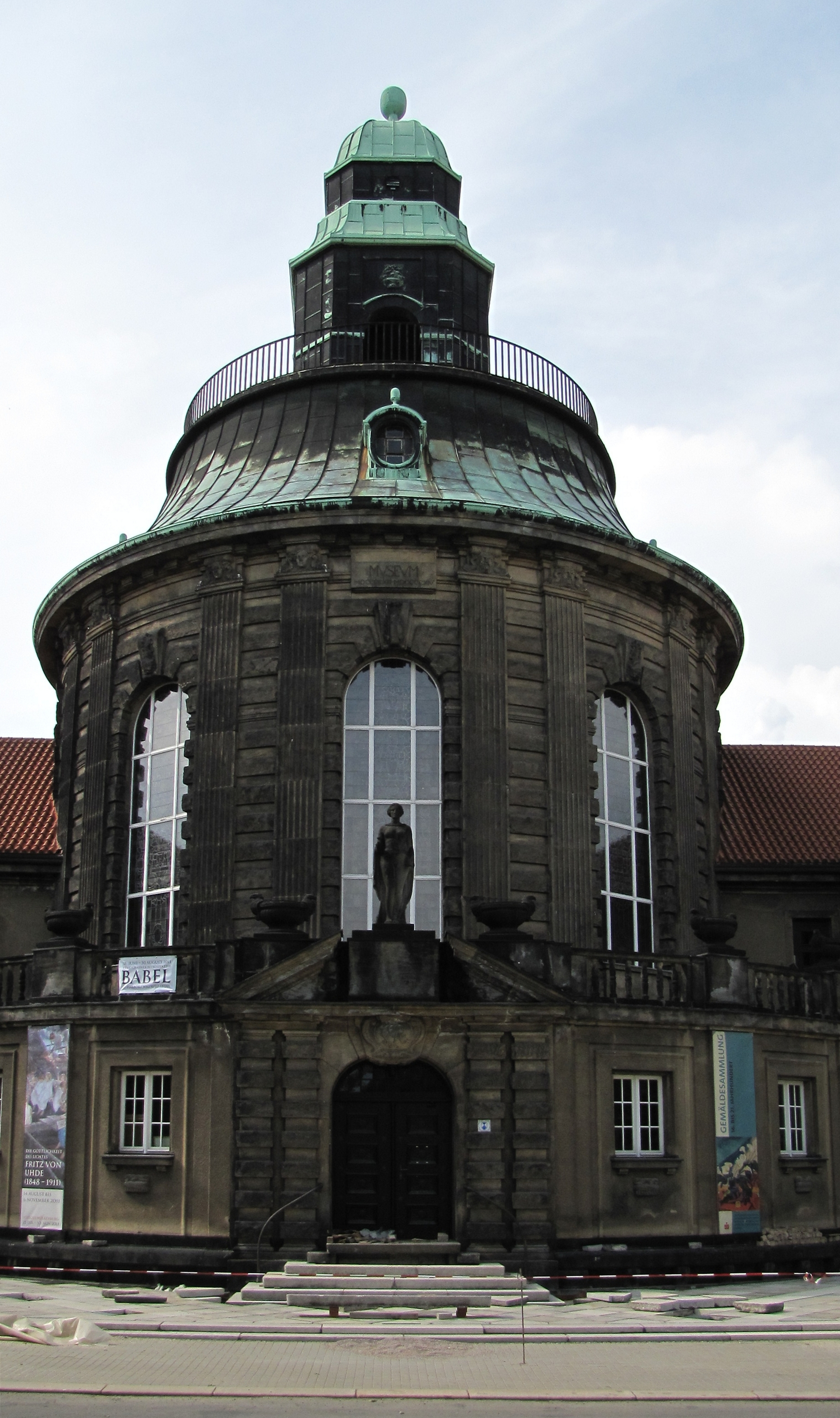
Museum in Zwickau

Vom 1. April 1925 bis 1. April 1930 leitete Gurlitt das am 23. April 1914 eingeweihte König-Albert-Museum in Zwickau. Dieses städtische Museum war zur Unterbringung der Ratsschulbibliothek, der 1868 gestifteten Mineraliensammlung, der Handschriften des Ratsarchivs und der Kunstgegenstände im Besitz der Stadtgemeinde sowie der Sammlung des Altertumsvereins errichtet worden. Gurlitt war der erste hauptamtliche Direktor des Museums, seine Berufung sollte der Beginn des zielgerichteten Aufbaus einer modernen Kunstsammlung werden. Er legte den Schwerpunkt auf Werke avantgardistischer zeitgenössischer Maler und veranstaltete zahlreiche Ausstellungen.
So präsentierte er 1925 gleich nach seiner Berufung Werke von Max Pechstein in einer großen Ausstellung, von der er auch Werke für das Museum erwarb. 1926 standen Käthe Kollwitz und das junge Dresden im Mittelpunkt, 1927 wurden Werke von Erich Heckel und Karl Schmidt-Rottluff gezeigt und 1928 wurde eine Ausstellung Emil Nolde gewidmet. Gleichzeitig war Gurlitt an Werken der Maler Oskar Kokoschka, Emil Nolde, Lovis Corinth, Max Liebermann, Max Slevogt, Ernst Ludwig Kirchner, Otto Dix, Lyonel Feininger, Paul Klee und Wassily Kandinsky interessiert. Mit zahlreichen Künstlern seiner Zeit stand Gurlitt in engem persönlichen Kontakt, so beispielsweise auch mit Ernst Barlach.
Gurlitt ließ vom Bauhaus in Dessau das Zwickauer Museum gestalten und ausmalen; diese Neugestaltung, die 1926 der Öffentlichkeit präsentiert wurde, fand überregionalen Beifall. Die finanzielle Ausstattung des Museums war sehr bescheiden. Daher verkaufte Gurlitt gelegentlich ein traditionelles Werk aus dem 19. Jahrhundert. Das und die Propagierung moderner Kunst rief den zunehmenden Widerstand konservativer Kreise in Zwickau hervor. Besonders tat sich hier die Ortsgruppe Zwickau des Kampfbundes für deutsche Kultur hervor. Kampagnen gegen die von Gurlitt bevorzugt angeschaffte moderne Kunst führten am 1. April 1930 zu seiner Entlassung. Gurlitt wurde vorgeworfen „Kultus mit dem Untermenschentume der Kollwitz, Zille, Barlach“ getrieben zu haben. Offiziell aber wurden die finanziellen Engpässe der Stadt Zwickau als Grund angegeben. Bereits im Frühjahr 1928 hatte sich Gurlitt als Konservator für die Sammlungen der Stadt Regensburg beworben. Seine Bewerbung blieb erfolglos, die für die Besetzung dieser Stelle einberufene Sachverständigenkommission bestand aus deutschnational-völkischen Heimatschützern. Auf Vermittlung von Ludwig Justi wurde Gurlitt im Mai 1931 Leiter des Kunstvereins in Hamburg.

### Zeit des Nationalsozialismus

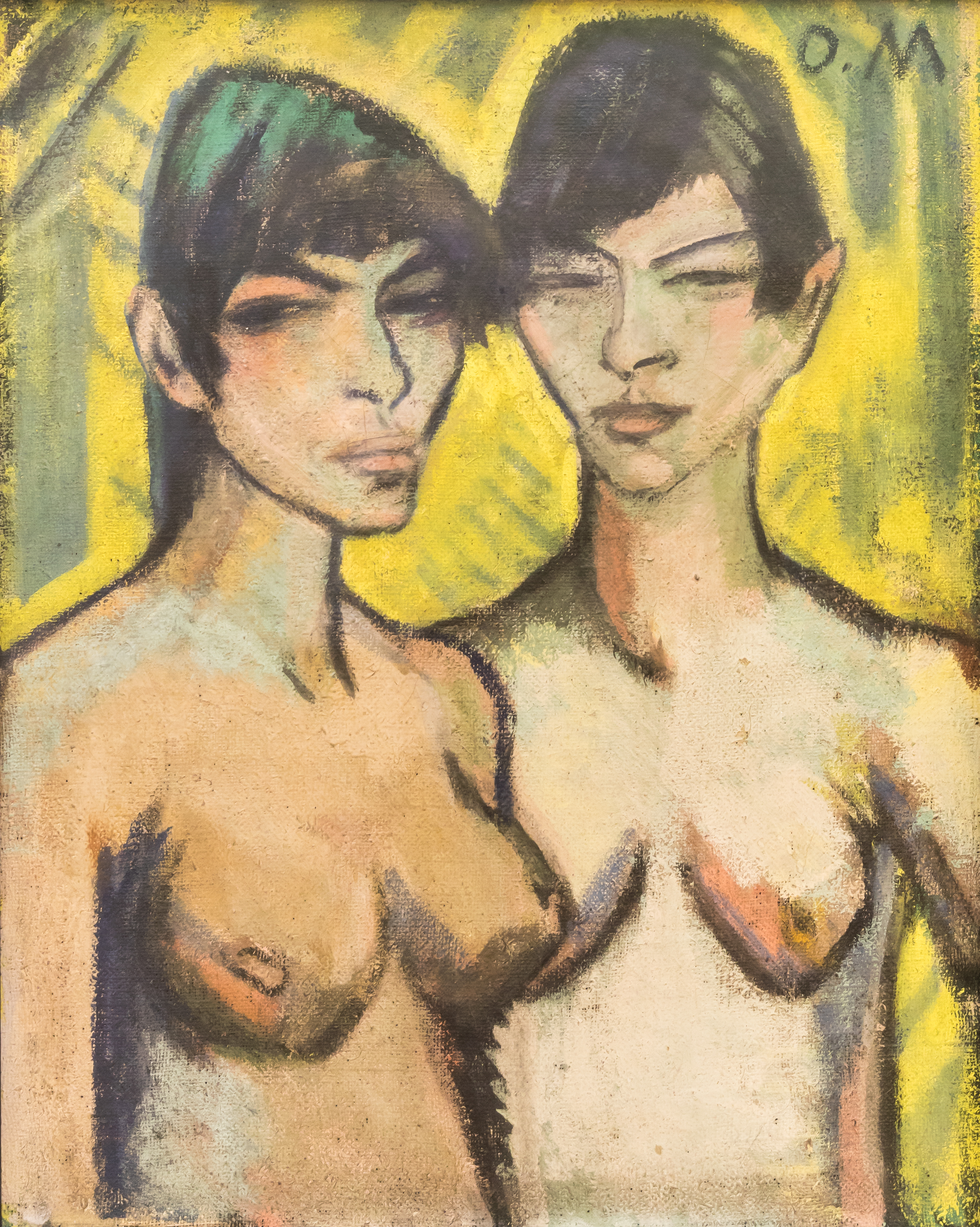
Das Bild Zwei weibliche Halbakte von Otto Mueller ging durch Gurlitts Hände und wurde 1999 gemäß der Washingtoner Erklärung den Erben von Ismar Littmann restituiert. Es konnte für das Museum Ludwig erworben werden

#### Entlassung als Leiter des Kunstvereins
Auch in Hamburg machten die Nationalsozialisten Front gegen Gurlitts Auffassung von Kunst. Der Hamburger Kunstverein „fördere den internationalen und bolschewistischen Kunstkurs“ ließ der nationalsozialistische Bildhauer und hohe Funktionär des Kampfbundes für deutsche Kultur Ludolf Albrecht verlauten, der am 5. März 1933 zum Beauftragten des schon gleichgeschalteten Reichsverbandes bildender Künstler Deutschlands Gau Nordwestdeutschland ernannt wurde. Gurlitt konnte im April 1933 – mit zeitweiliger Rückendeckung des seit dem 8. März amtierenden nationalsozialistischen Ersten Bürgermeisters Hamburgs, Carl Vincent Krogmann –, noch eine Ausstellung moderner italienischer Kunst machen, in der er auch moderne deutsche Werke unterbrachte. Aber die Pressionen wurden bald zu stark, weil unter anderem Gurlitts Förderer Krogmann, der moderner Kunst nicht abhold war, eigene nationalsozialistische Ziele verfolgte und den Schutz Gurlitts aufgab. Krogmann begann, den Kunstverein gleichzuschalten. Gurlitt wurde am 14. Juli 1933 gezwungen, von seinem Amt zurückzutreten. Sein Nachfolger wurde der Kunsthistoriker Friedrich Muthmann.

#### Kunsthändler in Hamburg
Nach seiner Entlassung machte sich Gurlitt in Hamburg mit der Firma Kunstkabinett Dr. H. Gurlitt als Kunsthändler selbständig. Die Geschäftsräume befanden sich kurzzeitig in der Klopstockstraße 35 und dann bis zur Zerstörung des Hauses im Zweiten Weltkrieg in der Alten Rabenstraße 6 in Hamburg-Rotherbaum.
Gurlitt war sehr erfolgreich. „Er bot beste, international angesehene Kunst älterer und jüngerer Meister an, moderne Kunst, aber unter der Hand auch ‚entartete‘.“. Da der Handel mit „entarteter Kunst“ verboten war, wickelte Gurlitt diese Geschäfte „angeblich“ in einem Kellerraum ab, damit niemand Kenntnis von den illegalen Vorgängen erhielt.
1937 kam es zu einem Eklat um eine Ausstellung von Bildern von Franz Radziwill, die Gurlitt in den Räumen seines Kunstkabinetts veranstaltete. Radziwill war NSDAP-Mitglied und hatte auf der Biennale von Venedig 1934 ausgestellt. 1935 war Radziwill bei Teilen der NSDAP in Ungnade gefallen. Seine Bilder galten als zu modern. Er musste zeitweilig seine Professur an der Kunstakademie Düsseldorf aufgeben. Bilder von ihm wurden beschlagnahmt und Ausstellungen geschlossen. 1937 war er eigentlich schon wieder rehabilitiert. Radikale Studenten im NS-Studentenbund wandten sich bei der Eröffnung gegen Radziwill, gegen den Professor Wilhelm Niemeyer von der Kunsthochschule, der den Eröffnungsvortrag hielt, und gegen Gurlitt. In diesem Zusammenhang wurde Gurlitt die Schließung seiner Galerie angedroht.
Noch 1937 versuchte Gurlitt Ernst Barlach für die Ausgestaltung des Tympanons der Hamburger Petrikirche zu gewinnen, was Barlach allerdings ablehnte, um seine Mäzene wie Hermann F. Reemtsma nicht in Ungelegenheiten zu bringen. Auch einen Taufstein für die Johanneskirche in Hamm wollte Gurlitt von Barlach entwerfen lassen. 1942 gab er seinen Hamburger Wohnsitz auf und zog nach Dresden.

#### Handel mit beschlagnahmter „Entarteter Kunst“

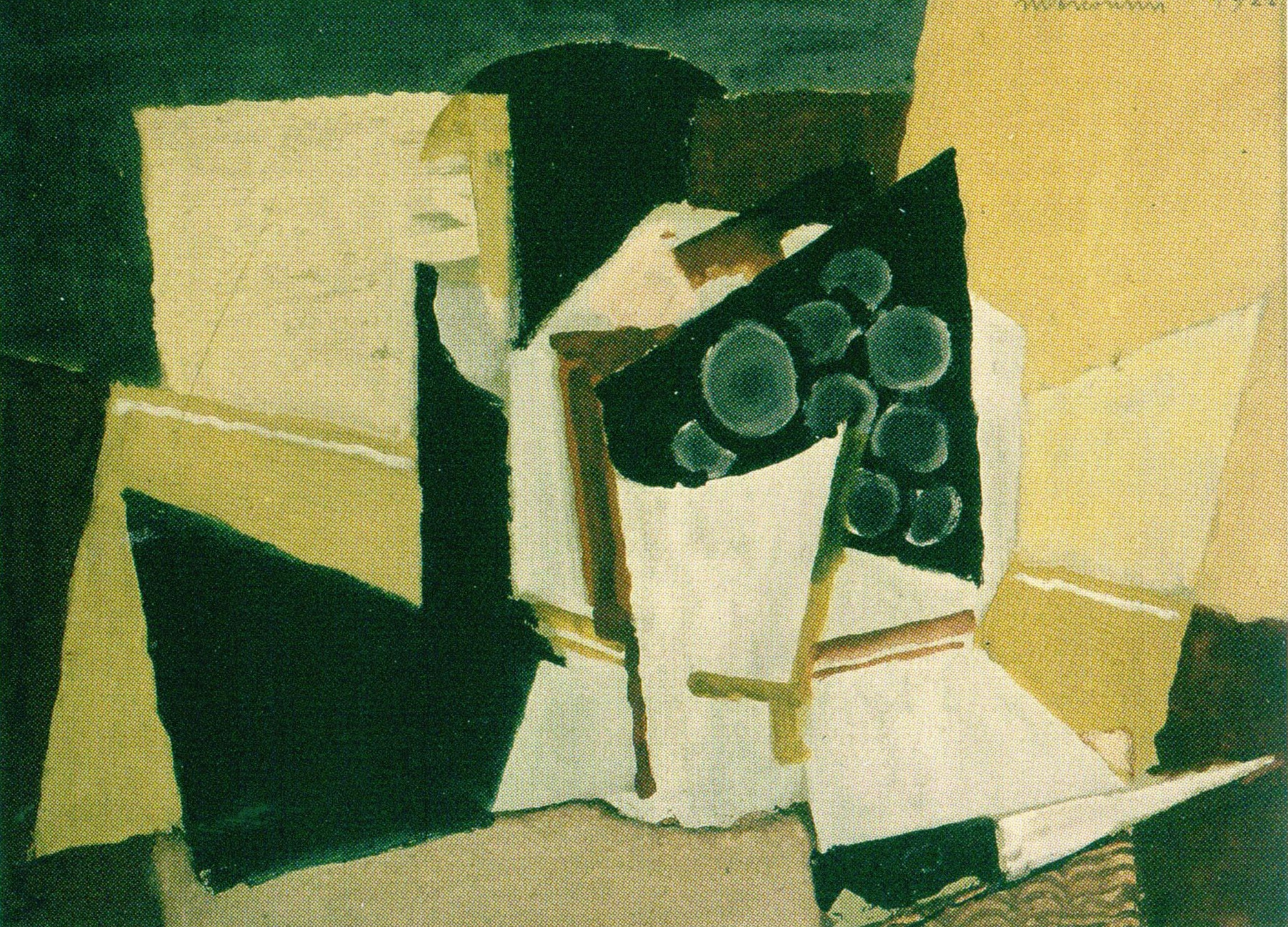
Louis Marcoussis: Grappe de raisins (Die Weintraube), gehandelt durch Hildebrand Gurlitt (nach Beschlagnahme 1937).

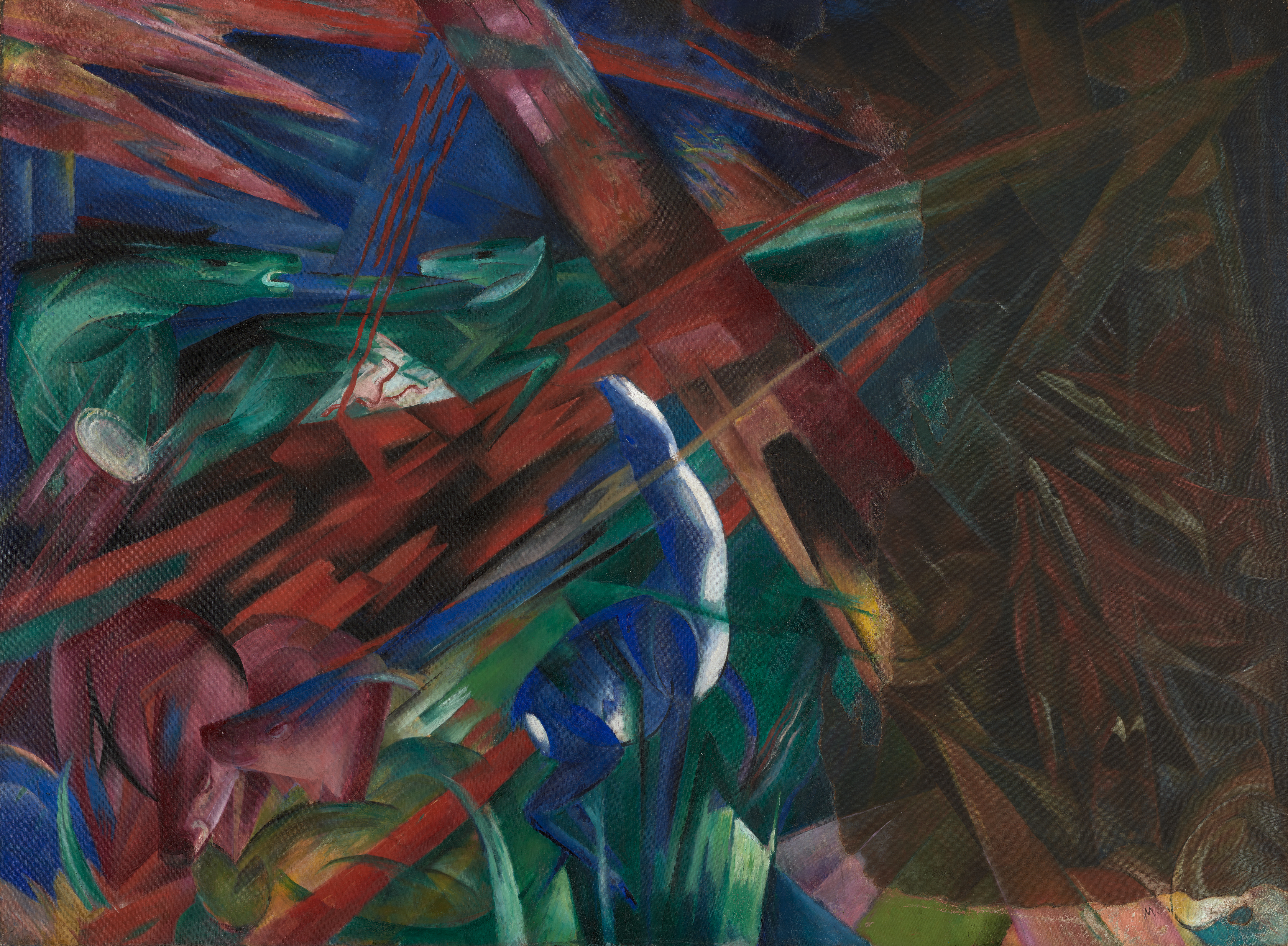
Franz Marc: Tierschicksale, 1913

Für den Verkauf von beschlagnahmter „Entarteter Kunst“, „Verwertungsaktion“ genannt, wurden vier Kunsthändler bestimmt, zu denen neben Gurlitt auch Karl Buchholz, Ferdinand Möller und Bernhard A. Böhmer zählten. Die Verkaufs- und auch Tauschgeschäfte fanden in den Jahren 1938 bis 1941 statt. Nach Erkenntnissen, die Meike Hoffmann bei ihrer Erforschung der Tätigkeit Bernhard A. Böhmers gewann, hatte Gurlitt dabei zwar Werke auf Papier sowie Gemälde, aber keine Bildwerke (Skulpturen und Plastiken) aus dem Beschlagnahmegut übernommen.
Gurlitt verkaufte beschlagnahmte Werke auch an inländische Sammler. Davon profitierte unter anderem die Sammlung Sprengel. Zu den Erwerbungen, die Bernhard und Margit Sprengel auf diesem Weg tätigten, gehörte etwa Karl Schmidt-Rottluffs Marschlandschaft mit rotem Windrad.
Die Beschlagnahme der Kunstwerke der „Entarteten“ Kunst wurde durch das Gesetz über Einziehung von Erzeugnissen entarteter Kunst vom 31. Mai 1938 gerechtfertigt. Dieses verfügte, dass entsprechende Kunstwerke ohne Entschädigung zu Gunsten des Reiches eingezogen werden konnten, soweit sie sich vorher im Eigentum von Reichsangehörigen oder inländischen juristischen Personen befunden hatten. Kunstwerke, die man als nicht verwertbar ansah, wurden verbrannt. Kunstwerke, von denen man annahm, sie gegen Devisen ins Ausland verkaufen zu können, wurden im Schloss Schönhausen gesammelt. Der Verbleib vieler Kunstgegenstände, die damals den Besitzer wechselten oder im Keller des Propagandaministeriums eingelagert wurden, blieb ungeklärt.
Ein verfemtes expressionistisches Gemälde aus der „Schreckenskammer“ des Museums Moritzburg, Franz Marcs Tierschicksale aus dem Jahr 1913, verkaufte Gurlitt im Mai 1939 für 6000 Schweizer Franken an das Kunstmuseum Basel und erhielt dafür eine Provision von 1000 Schweizer Franken. In einer Geheimaktion vermittelte der Kunsthändler August Klipstein 1939 mit Gurlitt mehrere Gemälde Wassili Kandinskys in die Vereinigten Staaten, die als „entartete Kunst“ beschlagnahmt worden waren.

#### Kunsterwerb in Frankreich für den Sonderauftrag Linz
1943 ernannte der neue Chef des Sonderauftrages Linz Hermann Voss Gurlitt zu seinem Haupteinkäufer in Frankreich. Damit stieg Gurlitt zu einem einflussreichen Akteur des Sonderauftrages Linz auf.
Im besetzten Frankreich waren verschiedene Organisationen mit dem Raub von Kunst beschäftigt, die Juden, Freimaurern und von den NS-Behörden als Staatsfeinde eingeschätzten Personen gehörte. Zu diesen Rauborganisationen gehörten, als die größte, der Einsatzstab Reichsleiter Rosenberg, dessen stellvertretender Leiter Bruno Lohse gleichzeitig als der oberste Beschaffer von französischer Kunst für die Kunstsammlung Göring fungierte, zur Anfangszeit der Besatzung die deutsche Botschaft in Paris, ebenfalls zur Anfangszeit der Besatzung das Sonderkommando Künsberg des Auswärtigen Amtes und der Sonderauftrag Linz. Es wurde auch Kunst aus öffentlichem französischem Besitz gestohlen. Die Rechtfertigung dafür war das Bestreben, die angeblich unrechtmäßige Wegnahme von Kunstwerken durch Napoleon Bonaparte aus den Jahren um 1806 wieder rückgängig zu machen. Auch die Abteilung Kunstschutz der deutschen Besatzungsverwaltung beteiligte sich zeitweise am Kunstraub, indem sie Kunstgegenstände aus jüdischem Besitz beschlagnahmte und an den Einsatzstab Reichsleiter Rosenberg übergab. Dabei wurden beschlagnahmte Werke, die von den großen Rauborganisationen nicht benötigt wurden, auch an den Kunsthandel in Paris verkauft. Daher waren geraubte Kunstwerke teilweise auch im normalen Handel zu erstehen. Auch da kaufte Gurlitt Bilder, die häufig geraubte Kunstwerke waren.

### Nachkriegszeit
Nach der „Dresdner Bombennacht“ im Februar 1945 lebte die Familie Gurlitts zeitweise bei seiner Mutter in Possendorf bei Dresden. Von dort floh Gurlitt mit seiner Frau und seinen zwei Kindern und kam am 25. März 1945 mit einem Lastkraftwagen auf dem Schloss des Freiherrn Gerhard von Pölnitz, den er aus Berlin und Paris kannte, in Aschbach bei Bamberg an. Am 14. April 1945 erreichten die amerikanischen Truppen Aschbach. Von Pölnitz, der die Ortsgruppe der NSDAP geleitet hatte, und der Kunsthändler Karl Haberstock, der ebenfalls im Schloss registriert war, wurden verhaftet. Gurlitt wurde von der US-Armee aufgegriffen und unter Hausarrest gestellt.
Nach Gurlitts beeidigter Aussage hatte er auf dem Lastwagen Kisten mit Kunstwerken aus seinem Besitz transportiert, die er zuvor an verschiedenen Orten in Sachsen deponiert hatte. Die Kisten wurden von der Spezialeinheit Monuments, Fine Arts, and Archives Section beschlagnahmt, zunächst nach Bamberg gebracht und dann im Wiesbaden Central Collecting Point verwahrt. Gurlitt blieb zunächst in Aschbach und wohnte im Forsthaus des Schlosses. Er reiste später hinterher und bemühte sich um die Herausgabe der Bilder, was ihm fünf Jahre später, 1950, gelang.
Die Monuments Men, wie die Spezialeinheit genannt wurde, waren im Wesentlichen daran interessiert, Raubkunst, die aus einem der besetzten Länder nach Deutschland gelangt war, in das jeweilige Herkunftsland rückzuführen – um es dann den Behörden der Herkunftsländer zu überlassen, sich mit der Einzelrestitution zu beschäftigen. Anfang Juni 1945 wurde Gurlitt in Aschbach vom US-Leutnant Dwight McKay über seine Rolle als ein Nazi-Kunsthändler befragt. Laut Protokoll dieser Befragung beschrieb Gurlitt, wie er von dem Leiter des Sonderauftrages Linz, Hermann Voss, Anfang 1943 eingestellt worden war, um ihm im besetzten Paris beim Einkauf von Kunstwerken für das Führermuseum zu helfen. Gurlitt stritt jede Beteiligung am Handel mit geraubter Kunst in Frankreich ab. Laut einem Bericht der Süddeutschen Zeitung im Jahr 2013 konzentrierten sich die Ermittlungen der Alliierten nicht auf die „entartete Kunst“, die Moderne, die Hildebrand Gurlitt mit offizieller Erlaubnis der Nationalsozialisten im Ausland gehandelt hatte, sondern auf Werke französischer Provenienz. Werke von Courbet, Oudry und Degas, die alle angeblich legal im Pariser Kunsthandel 1942 erworben worden waren, sollen einen Verdacht auf Raubkunst nahegelegt haben.
In der Nachkriegszeit durchlief Gurlitt ein Entnazifizierungsverfahren. Gemäß seiner Spruchkammerakte gab Gurlitt für 1943 ein steuerpflichtiges Einkommen von 178.000 Reichsmark an und für 1945 ein Vermögen von 300.000 Reichsmark. Die prüfenden Behörden ermittelten dagegen für 1945 ein Vermögen von 450.000 Reichsmark. Die Rehabilitierung gelang durch einen Freispruch der Spruchkammer Bamberg-Land im Juni 1948, weil er seine jüdische Herkunft, seine Nichtzugehörigkeit zu NS-Organisationen und seinen Einsatz für die Kunst der Moderne geltend machen konnte. Ein Entlastungszeuge war unter anderen Max Beckmann. Als Beleg hierfür gilt eine in Coburg gefundene Akte, über deren Inhalt das Coburger Tagblatt im November 2013 berichtete. 1947 nahm Gurlitt seine Kontakte zu anderen Kunsthändlern wieder auf und versuchte dabei offenkundig, seine Kenntnisse über den Verbleib von Kunstwerken in der Nazizeit zu verwerten. Er wurde dann 1948 Leiter des Kunstvereins für die Rheinlande und Westfalen in Düsseldorf.

## Tod und Ehrung

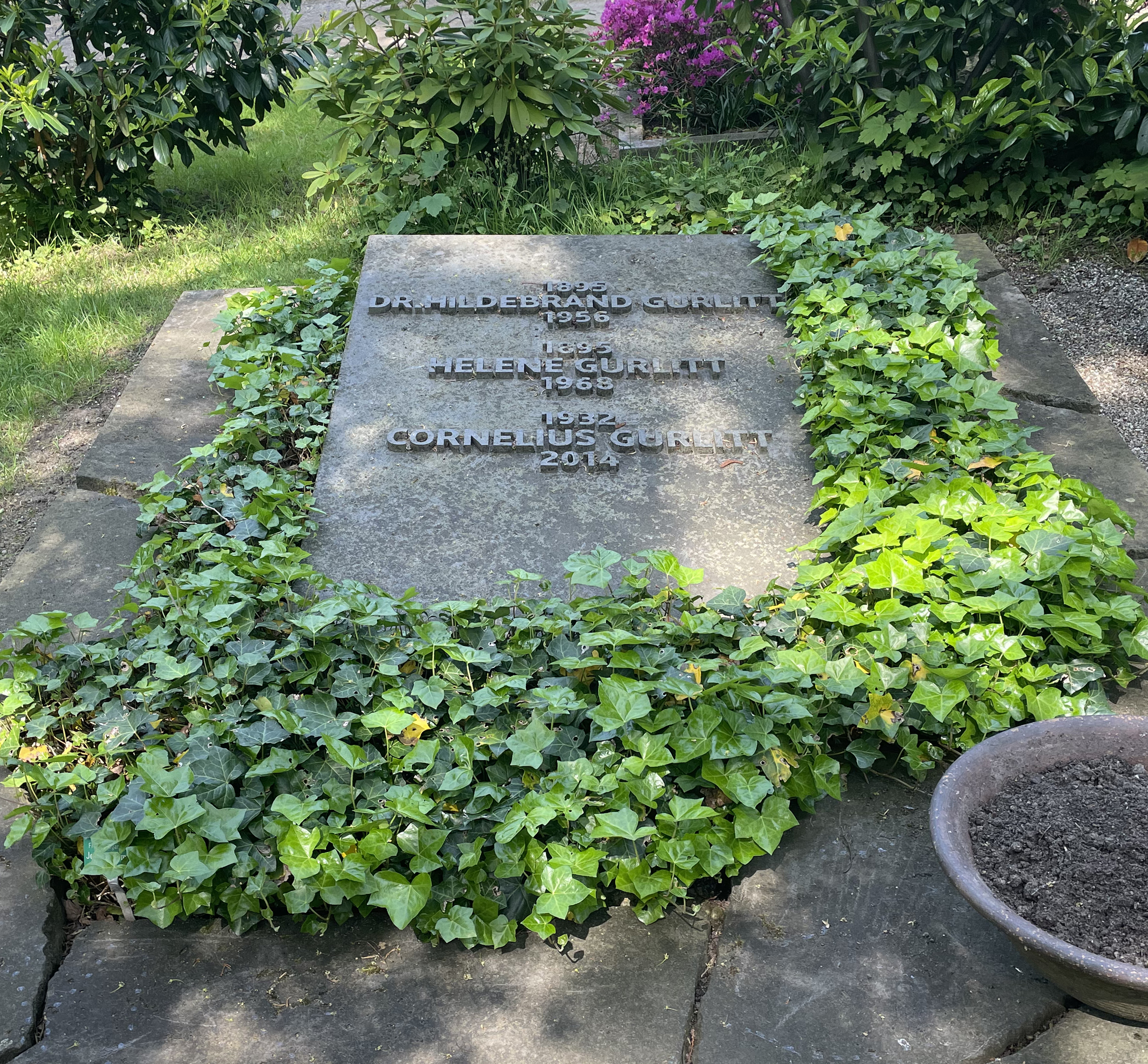
Grabstätte Hildebrand, Helene und Cornelius Gurlitt auf dem Nordfriedhof Düsseldorf (2023)

Am 9. November 1956 starb Hildebrand Gurlitt an den Folgen eines Autounfalls auf der Autobahn bei Oberhausen. Zwei Wochen zuvor war er mit seinem DKW auf einer Rückfahrt von Berlin nach Düsseldorf unter einen LKW geraten und lag seitdem im Koma. Gurlitt hatte unter einem Grauen Star gelitten und als unsicherer Verkehrsteilnehmer gegolten. Er wurde auf dem Düsseldorfer Nordfriedhof bestattet.
Leopold Reidemeister hielt am 24. Januar 1957 im Kunstverein für die Rheinlande und Westfalen eine Rede zum Gedenken an Hildebrand Gurlitt. In Düsseldorf wurde 1965 eine Straße nach Hildebrand Gurlitt benannt.

## Sammlung Gurlitt

Liste der 1945 beschlagnahmten Werke aus dem Besitz Hildebrand Gurlitts, Seite 1; Wiesbaden Central Collecting Point (auch mit Werken von Louis Gurlitt)

Hildebrand Gurlitt legte auch privat eine Sammlung von Werken überwiegend der klassischen Moderne an. Dazu gehörte beispielsweise Paul Klees Gemälde Sumpflegende von 1919, das 1937 im Provinzialmuseum Hannover beschlagnahmt wurde, jedoch eine Leihgabe von Sophie Lissitzky-Küppers war. Nachdem das Bild in der Ausstellung „Entartete Kunst“ verhöhnend gezeigt worden war, übernahm Gurlitt es – wie etliche andere Kunstwerke auch – aus diesem Bestand und erwarb es im Jahr 1941 schließlich für 500 Schweizer Franken für seine eigene Sammlung.
Teile der Gurlitt-Sammlung wurden 1945 in Schloss Aschbach von den Alliierten beschlagnahmt und im Wiesbaden Central Collecting Point verwahrt, jedoch 1950 zurückgegeben. 1945/46 gab er das von ihm aus dem Besitz der Hamburger Kunsthalle erworbene Gemälde Wagen in den Dünen von Max Liebermann an diese zurück. Bei der ersten Ausstellung von Gemälden des Blauen Reiters nach dem Zweiten Weltkrieg 1949 in München gehörte er zu den Leihgebern. 1956 wurden Stücke der Sammlung von Hildebrand Gurlitt im Rahmen der Ausstellung German Watercolors in New York, San Francisco und Cambridge ausgestellt.
Im Februar 2012 wurden 1.280 Werke, meist Papierarbeiten, sowie gerahmte Bilder, die zum größten Teil seit der Zeit des Nationalsozialismus verschollen waren, in der Münchner Wohnung von Gurlitts Sohn Cornelius durch Zollfahnder entdeckt und beschlagnahmt. Darunter sollten sich nach Medienberichten etwa 300 Werke befinden, die ab 1937 in deutschen Museen als sogenannte „entartete Kunst“ konfisziert, und weitere 200 Werke, die als NS-Raubkunst gesucht wurden; diese Zahl wurde von der Staatsanwaltschaft nicht bestätigt. Von großem Wert sind dabei insbesondere die Werke der Meister der klassischen Moderne: Marc Chagall, Ernst Ludwig Kirchner, Paul Klee, Oskar Kokoschka, Franz Marc, Henri Matisse und Emil Nolde. Nach Ende des Zweiten Weltkriegs hatte Gurlitt und in den 1960er Jahren seine Witwe die von ihm verwahrten Bilder als im Krieg verbrannt bezeichnet. Die Kunsthistorikerin Meike Hoffmann von der Forschungsstelle „Entartete Kunst“ der Berliner Freien Universität wurde beauftragt, Herkunft und Wert der Werke zu ermitteln. Der Fund wurde der Öffentlichkeit erst Anfang November 2013 bekannt. Unter anderem wurden Max Liebermanns Zwei Reiter am Strand, bis 1939 Sammlung David Friedmann, Breslau, sowie Franz Marcs Pferde in Landschaft auf der Pressekonferenz zum Schwabinger Kunstfund gezeigt. Früherer Eigentümer des Marc-Aquarells bis 1937 war das Kunst- und Gewerbemuseum Moritzburg in Halle (Saale).
Zwischen Anfang Februar und Ende März 2014 gaben die Vertreter von Gurlitts Sohn Cornelius bekannt, dass insgesamt 238 weitere Kunstwerke aus der Sammlung, darunter 39 Ölgemälde, in einem Salzburger Haus von Cornelius Gurlitt entdeckt wurden und dass dieser beabsichtige, Werke, die aus jüdischem Besitz geraubt wurden, an die Eigentümer bzw. deren Erben zurückzugeben.
Anfang September 2014 wurde bekannt, dass in Effekten Gurlitts ein weiteres Bild von Claude Monet (möglicherweise um 1864) vorgefunden wurde.
Der österreichische Kunsthistoriker Alfred Weidinger zeigte sich am 6. November 2013 über die angebliche Entdeckung dieser Sammlung verwundert. Ihre Existenz und Ausmaße seien allen Kunsthistorikern im süddeutschen Raum bekannt gewesen.

## Veröffentlichungen
- Baugeschichte der Katharinenkirche in Oppenheim a. Rh. Frankfurt, Phil. Diss., 1924.
- Einführung und Begleittext zum Neudruck nach dem Exemplar in der Preußischen Staatsbibliothek von Peter Paul Rubens, Palazzi di Genova 1622, Berlin 1924. (online)
- Die Stadt Zwickau. Förster & Borries, Zwickau 1926.
- Aus Alt-Sachsen. B. Harz, Berlin 1928.
- Zu Emil Noldes Aquarellen. In: Die Kunst für alle. München 1929, S. 41. (Digitalisat)
- Die Katharinenkirche in Oppenheim a. Rh. Urban-Verlag, Freiburg i. Br. 1930.
- Museen und Ausstellungen in mittleren Städten. In: Das neue Frankfurt, internationale Monatsschrift für die Probleme kultureller Neugestaltung, Frankfurt 1930, S. 146. (online)
- Neue englische Malerei. In: Die neue Stadt, internationale Monatsschrift für architektonische Planung und städtische Kultur, Frankfurt am Main 1933, S. 186. (online)
- Sammlung Wilhelm Buller. Kunstverein für die Rheinlande und Westfalen, Düsseldorf 1955.
- Richard Gessner. Freunde mainfränkischer Kunst und Geschichte, Würzburg 1955.